# 神冠控股
神冠控股(集團)有限公司，簡稱神冠控股，以及神冠控股(集團)（英語：Shenguan Holdings (Group) Limited，港交所：0829），1989年以「梧州市蛋白廠」成立。主要生產及銷售食用膠原蛋白腸衣產品。主要股東是周亞仙（主席）家族持有。

## 历史
在2009年10月13日在香港交易所主板上市。集團以招股價2.1港元至3.1港元之間，全球發售4亿股新股，集資額5.87亿，其中償還款項屬於其一，其次用作研發產品，包括美容產品、食用膠原蛋白腸衣等。

## 連結
- shenguan.com.hk （页面存档备份，存于）